# كيري بواغني
كيري بواغني (بالإنجليزية: Kerry Boagni)‏ مواليد 1983 في لوس أنجلوس، هو لاعب كرة سلة أمريكي سابق. بدأ مسيرته الاحترافية في سنة 1988. تم اختياره من قبل فريق يوتا جاز خلال الدرافت. يبلغ طوله 6 قدم 8 بوصة (2.0 م). اعتزل اللعب في 1999. لعب مع ويلينغتون ساينتس.

## روابط خارجية
- كيري بواغني على موقع الاتحاد الدولي لكرة السلة (الإنجليزية)
- كيري بواغني على موقع كلية كرة السلة في سبورتس رفرنس.كوم (الإنجليزية)